# 山田年貞
山田 年貞（やまだ としさだ、生没年不詳）とは、明治時代の浮世絵師。

## 来歴
月岡芳年の門人、陽斎と号す。明治17年（1884年）に滑稽堂より刊行された『開明奇談写真之仇討』二冊（伊東専三編）の挿絵を、稲野年恒とともに描いている（表紙と口絵は芳年が描く）。明治19年頃、芳年から門人に宛てた書状（芳年門人一覧）には「本郷根津片町壱番地　山田年貞殿」とある。また明治31年（1898年）5月建立の月岡芳年翁之碑では「芳年社中故門人」の中に名があることから、これ以前に没していたものとみられる。